# Ykkönen 2015
Die Ykkönen 2015 war die 22. Spielzeit der zweithöchsten finnischen Fußballliga unter diesem Namen und die insgesamt 78. Spielzeit seit der offiziellen Einführung einer solchen im Jahr 1936. Sie begann am 2. Mai und endete am 17. Oktober 2015. Die zwangsabgestiegenen Vereine, Myllykosken Pallo -47 und FC Honka Espoo, erhielten kein Teilnahmelizenz. Deswegen gab es vier Aufsteiger aus der Kakkonen: Ekenäs IF, PS Kemi Kings, Mikkelin Palloilijat und Vasa IFK.

## Modus
Die zehn Mannschaften spielten jeweils drei Mal gegeneinander. Der Meister stieg direkt in die Veikkausliiga 2016 auf, der Zweitplatzierte konnte über die Relegation aufsteigen.  Die letzten beiden Vereine stiegen in die Kakkonen ab.

## Teilnehmer
| Verein               | Stadt       | Stadion                       | Kapazität |
| -------------------- | ----------- | ----------------------------- | --------- |
| AC Oulu              | Oulu        | Raatin Stadion                | 6.996     |
| Ekenäs IF            | Raseborg    | Ekenäs centrumplan            | 2.500     |
| FC Jazz Pori         | Pori        | Stadion Pori                  | 12.0000   |
| Haka Valkeakoski     | Valkeakoski | Tehtaan kenttä                | 3.516     |
| JJK Jyväskylä        | Jyväskylä   | Harjun stadion                | 3.000     |
| Mikkelin Palloilijat | Mikkeli     | Mikkelin Urheilupuisto        | 7.000     |
| PK-35 Vantaa         | Vantaa      | ISS Stadion                   | 4.500     |
| PS Kemi Kings        | Kemi        | Sauvosaaren urheilupuisto     | 2.500     |
| Turku PS             | Turku       | Urheilupuiston Yläkenttä      | 2.675     |
| Vasa IFK             | Vaasa       | Hietalahden jalkapallostadion | 4.600     |

## Abschlusstabelle
| Pl. | Verein                   | Sp. | S  | U | N  | Tore    | Diff. | Punkte |
| --- | ------------------------ | --- | -- | - | -- | ------- | ----- | ------ |
| 1.  | PS Kemi Kings (N)        | 27  | 16 | 5 | 6  | 050:300 | +20   | 53     |
| 2.  | PK-35 Vantaa             | 27  | 15 | 4 | 8  | 053:250 | +28   | 49     |
| 3.  | Turku PS (A)             | 27  | 14 | 7 | 6  | 040:180 | +22   | 49     |
| 4.  | JJK Jyväskylä            | 27  | 13 | 7 | 7  | 043:270 | +16   | 46     |
| 5.  | AC Oulu                  | 27  | 12 | 8 | 7  | 031:280 | +3    | 44     |
| 6.  | Haka Valkeakoski         | 27  | 11 | 8 | 8  | 048:410 | +7    | 41     |
| 7.  | FC Jazz Pori             | 27  | 9  | 5 | 13 | 037:480 | −11   | 32     |
| 8.  | Ekenäs IF (N)            | 27  | 8  | 7 | 12 | 036:490 | −13   | 31     |
| 9.  | Mikkelin Palloilijat (N) | 27  | 5  | 2 | 20 | 031:560 | −25   | 17     |
| 10. | Vasa IFK (N)             | 27  | 3  | 5 | 19 | 027:740 | −47   | 14     |

Platzierungskriterien: 1. Punkte – 2. Tordifferenz – 3. geschossene Tore

| Zum Saisonende 2015: |                                                                                          |
|                      |                                                                                          |
|                      | Aufsteiger in die Veikkausliiga 2016: PS Kemi Kings                                      |
|                      | Teilnahme an der Relegation zum Aufstieg: PK-35 Vantaa                                   |
|                      | Absteiger in die Kakkonen: Mikkelin Palloilijat, Vasa IFK                                |
|                      |                                                                                          |
| Zum Saisonende 2014: |                                                                                          |
| (A)                  | Absteiger aus der Veikkausliiga 2014: Turku PS                                           |
| (N)                  | Neuaufsteiger aus der Kakkonen: Ekenäs IF, Mikkelin Palloilijat, PS Kemi Kings, Vasa IFK |

### Relegation
Aufstieg
|              | Gesamt |              | Hinspiel | Rückspiel |
| ------------ | ------ | ------------ | -------- | --------- |
| PK-35 Vantaa | 3:2    | FC KTP Kotka | 0:0      | 3:2       |

PK-35 Vantaa stieg in die Veikkausliiga auf.

## Torschützenliste
| Pl. | Name                   | Team             | Tore |
| --- | ---------------------- | ---------------- | ---- |
| 01. | Kalle Multanen         | Haka Valkeakoski | 19   |
| 02. | Pablo González Couñago | PK-35 Vantaa     | 17   |
| 02. | Billy Ions             | PS Kemi Kings    | 17   |
| 04. | Jussi Aalto            | Turku PS         | 11   |
| 05. | Elias Ahde             | FC Jazz Pori     | 10   |
| 06. | Antto Hilska           | JJK Jyväskylä    | 09   |
| 06. | Saša Jovović           | PS Kemi Kings    | 09   |
| 08. | Miko Hyyrynen          | Turku PS         | 08   |
| 08. | Samu-Petteri Mäkelä    | FC Jazz Pori     | 08   |